# Helir-Valdor Seeder
Helir-Valdor Seeder, né le 7 septembre 1964 à Viljandi, est un homme politique estonien membre du parti Isamaa (anciennement IRL).

## Biographie
Ayant achevé ses études secondaires en 1979 à Viljandi, il obtient son premier diplôme en 1983, à l'école technique de la ferme d'État Youri-Gagarine. 
En 1990, il devient économiste après avoir suivi des études à l'Académie estonienne d'agriculture.
Professionnellement, il commence par occuper, de 1990 à 1991, un poste de professeur à l'école technique de la ville de Vana-Võidu, avant de devenir conseiller économique de la municipalité de Viljandi pendant un an à partir de 1991.
Il parle anglais et russe.

## Vie politique
Helir-Valdor Seeder est désigné adjoint au maire de Viljandi en 1992, puis maire de la ville la même année.
En 1993, il doit abandonner son mandat à la suite de sa nomination comme gouverneur de la région de Viljandi. Il reste en poste pendant dix ans, puis se fait élire député au Riigikogu en 2003. Il est réélu aux législatives du 4 mars 2007.
Adhérent de l'Union de la patrie depuis 1995, il rejoint en 2006 la formation issue de la fusion entre ce parti et le parti Res Publica, l'Union pour la patrie et Res Publica (IRL).
Le 5 avril 2007, Helir-Valdor Seeder est nommé ministre de l'Agriculture dans le second gouvernement d'Andrus Ansip.

## Distinctions
- Ordre de l'Étoile blanche d'Estonie de 3e classe, 2001
- Médaille de l'Assemblée balte, 2007